# Ihor Surkis
Ihor Mychajlovyč Surkis (in ucraino Ігор Михайлович Суркіс?; Kiev, 22 novembre 1958) è un imprenditore e dirigente sportivo ucraino, noto per essere il presidente della Dinamo Kiev dal 2002. Suo fratello Hryhorij è stato, tra il 2000 e il 2012, presidente della Federazione calcistica dell'Ucraina.

## Biografia
Ihor Surkis è figlio di Mychajlo Surkis, medico militare, e di Rima Yanivna figlia del telecronista sovietico Yan Petrovych Gorinshtein. La sua famiglia si spostò a Kiev dall'Asia sovietica centrale.
Insieme a suo fratello ha fatto parte del gruppo Kievan Wonderful Seven, che includeva anche l'ex sindaco di Kiev Valentyn Zghursky. In seguito alla caduta dell'Unione Sovietica il gruppo fu coinvolto nello schema Ponzi "Ometa 21st century", simile all'MMM in Russia. Successivamente, insieme all'ex presidente dell'Ucraina Leonid Kravčuk, si è candidato al Partito Social Democratico ucraino.